# Episodi di Agente speciale (sesta stagione)
La sesta e ultima stagione della serie televisiva Agente speciale, composta da 33 episodi, è stata trasmessa in Gran Bretagna dal canale ITV dal 15 gennaio 1969 al 21 maggio 1969.
Gli episodi sono riportati in ordine di produzione. Questa stagione, insolitamente lunga, è andata in onda divisa in due serie separate.
| nº | Titolo Originale                                                          | Titolo italiano                         | Prima TV UK       | Prima TV ITALIA  |
| -- | ------------------------------------------------------------------------- | --------------------------------------- | ----------------- | ---------------- |
| 1  | Invasion of the Earthmen                                                  | Mimetizzazione                          | 15 gennaio 1969   | --.--.1980       |
| 2  | The Forget-Me-Knot                                                        | Il non ti scordar di me                 | 25 settembre 1968 | 26 luglio 1974   |
| 3  | The Curious Case of the Countless Clues                                   | Matasse                                 | 5 febbraio 1969   | 17 dicembre 1980 |
| 4  | Split!                                                                    | Doppio gioco                            | 23 ottobre 1968   | 11 dicembre 1980 |
| 5  | Get-A-Way!                                                                | Evasione impossibile                    | 15 febbraio 1968  | --.--.1982       |
| 6  | Have Guns - Will Haggle                                                   | Traffico d'armi                         | 11 dicembre 1968  | 10 dicembre 1980 |
| 7  | Look (Stop Me if You've Heard This One) But There Where These Two Fellers | La sai quella dei due amici che...      | 4 dicembre 1968   | -- gennaio 1982  |
| 8  | My Wildest Dream                                                          | Ho sognato di uccidere                  | 7 aprile 1969     | 25 dicembre 1980 |
| 9  | Whoever Shoot Poor George Oblique Stroke XR40                             | Chi ha ucciso il povero vecchio George? | 30 ottobre 1968   | 20 gennaio 1982  |
| 10 | You'll Catch Your Death                                                   | Lettere mortali                         | 16 ottobre 1968   | 23 dicembre 1981 |
| 11 | All Done with Mirrors                                                     | Specchi                                 | 13 novembre 1968  | 21 dicembre 1980 |
| 12 | The Super Secret Cypher Snatch                                            | Scacco matto all'ufficio Cifra          | 9 ottobre 1968    | 23 dicembre 1980 |
| 13 | Game                                                                      | Puzzle                                  | 2 ottobre 1968    | 7 dicembre 1980  |
| 14 | False Witness                                                             | Falsa testimonianza                     | 6 novembre 1968   | 14 gennaio 1981  |
| 15 | Noon Doomsday                                                             | Appuntamento a mezzogiorno              | 27 novembre 1968  | 6 gennaio 1982   |
| 16 | Legacy of Death                                                           | Testamento di morte                     | 20 novembre 1968  | 28 novembre 1980 |
| 17 | They Keep Killing Steed                                                   | Vogliono uccidere Steed                 | 18 dicembre 1968  | 9 dicembre 1980  |
| 18 | Wish You Were Here                                                        | Elizabethan Hotel                       | 12 febbraio 1969  | 6 dicembre 1980  |
| 19 | Killer                                                                    | Killer                                  | 22 gennaio 1969   | 4 gennaio 1982   |
| 20 | The Rotters                                                               | Il mondo marcirà                        | 8 gennaio 1969    | 22 dicembre 1980 |
| 21 | The Interrogators                                                         | Gli inquisitori                         | 1º gennaio 1969   | 28 gennaio 1981  |
| 22 | The Morning After                                                         | Il giorno dopo                          | 29 gennaio 1969   | 30 dicembre 1981 |
| 23 | Love All                                                                  | Amore a prima vista                     | 19 febbraio 1969  | 21 gennaio 1981  |
| 24 | Take Me To Your Leader                                                    | Portami dal tuo capo...                 | 5 marzo 1969      | 18 dicembre 1980 |
| 25 | Stay Tuned                                                                | Amnesia                                 | 26 febbraio 1969  | 16 dicembre 1980 |
| 26 | Fog                                                                       | Nebbia                                  | 12 marzo 1969     | 7 gennaio 1981   |
| 27 | Who Was That Man I Saw You With?                                          | Chi era quell'uomo?                     | 19 marzo 1969     | 18 gennaio 1982  |
| 28 | Pandora                                                                   | Pandora                                 | 30 aprile 1969    | 1º febbraio 1982 |
| 29 | Thingumajig                                                               | Roba da maghi                           | 2 aprile 1969     | 24 dicembre 1980 |
| 30 | Homicide and Old Lace                                                     | Omicidio e vecchi merletti              | 26 marzo 1969     | 13 gennaio 1982  |
| 31 | Requiem                                                                   | Requiem                                 | 16 aprile 1969    | 5 dicembre 1980  |
| 32 | Take-Over                                                                 | Il complotto                            | 23 aprile 1969    | --.--.1982       |
| 33 | Bizarre                                                                   | Prato felice                            | 21 maggio 1969    | 14 dicembre 1980 |